# Beybienkoana longecaudata
Beybienkoana longecaudata är en insektsart som först beskrevs av Lucien Chopard 1925.  Beybienkoana longecaudata ingår i släktet Beybienkoana och familjen syrsor. Inga underarter finns listade i Catalogue of Life.